# Serra de l'Hospici
La Serra de l'Hospici és una serra situada entre els municipis d'Esparreguera a la comarca del Baix Llobregat i el de Vacarisses a la comarca del Vallès Occidental, amb una elevació màxima de 518 metres.